# 吉拉廷加
吉拉廷加是巴西马托格罗索州的一个市镇。总面积5358.322平方公里，总人口13836人，人口密度2.6人/平方公里。